# Pseudobagarius nitidus
Pseudobagarius nitidus és una espècie de peix de la família dels akísids i de l'ordre dels siluriformes.

## Morfologia
Els mascles poden assolir els 4,1 cm de llargària total.

## Distribució geogràfica
Es troba al Sud-est asiàtic: riu Mekong a Laos.